# Chvalkovice, Náchod
Chvalkovice là một làng thuộc huyện Náchod, vùng Královéhradecký, Cộng hòa Séc.